# Hiromi Matsunaga
Hiromi Matsunaga (松永裕美, Matsunaga Hiromi) (5 giugno 1984) è una giocatrice di bowling giapponese.
È membro della Japan Professional Bowling Association con il n. di licenza 384.

## Ranking
- 2006 - Pro Bowling Women vs Rookies (2º posto)
- 2007 - G Japan Championship (4º posto)
- 2007 - G ROUND1 Cup Ladies (3º posto)
- 2008 - DHC Cup Girls Bowling International (4º posto)
- 2009 - Salad Bowl Cup (2º posto)
- 2009 - JFE Cup Chiba Women's Open (Vincitrice)
- 2009 - 29th Kobe Bowling Pro-Am Festival (Vincitrice)
- 2009 - 41st All Japan Women's Pro Bowling Championships (Vincitrice)
- 2009 - Gunma Open Women (2º posto)
- 2009 - 33rd ABS Japan Open (3º posto)
- 2009 - BIGBOX Higashi Yamato Cup (2º posto)
- 2010 - 42nd HANDA CUP (Vincitrice)
- 2010 - 5th MK Charity Cup (2º posto)
- 2010 - ROUND1 Cup Ladies 2010 (Vincitrice)
- 2010 - Gunma Open (Vincitrice)
- 2011 - 43rd All Japan Women's Pro Bowling Championships (Vincitrice)
- 2011 - 33rd Kansai Women's Open (Vincitrice)
- 2011 - Miyazaki Open Pro-Am (2º posto)
- 2011 - 27th Rokko Queens Open (Vincitrice)
- 2012 - Chiba Women's Open (3º posto)
- 2013 - Chiba Women's Open (2º posto)

### DHC Tour
- DHC Ladies Bowling Tour 2006/2007 - 5th leg (9º posto)
- DHC Ladies Bowling Tour 2006/2007 - 6th leg (6º posto)
- DHC Ladies Bowling Tour 2008 - 2nd leg (runner-up)
- DHC Ladies Bowling Tour 2008 - 4th leg (runner-up)
- DHC Ladies Bowling Tour 2009 - 2nd leg (3º posto)

### P★League
- P★League - Tournament 9 (2º posto)
- P★League - Tournament 10 (2º posto)
- P★League - Tournament 17 (3º posto)
- P★League - Tournament 18 (Vincitrice)
- P★League - Tournament 19 (Vincitrice)
- P★League - Tournament 21 (Vincitrice)
- P★League - Tournament 25 (3º posto)
- P★League - Tournament 29 (Vincitrice)
- P★League - Tournament 30 (Vincitrice)
- P★League - Tournament 31 (Vincitrice)
- P★League - Tournament 32 (Vincitrice)
- P★League - Tournament 35 (3º posto)
- P★League - Tournament 37 (Vincitrice)